# André Cordeiro
André Cordeiro (Belo Horizonte, 1974. március 15. –) rövid pályás világbajnok brazil úszó. Részt vett az 1996. évi nyári olimpiai játékokon.